# Cogumelo alucinógeno

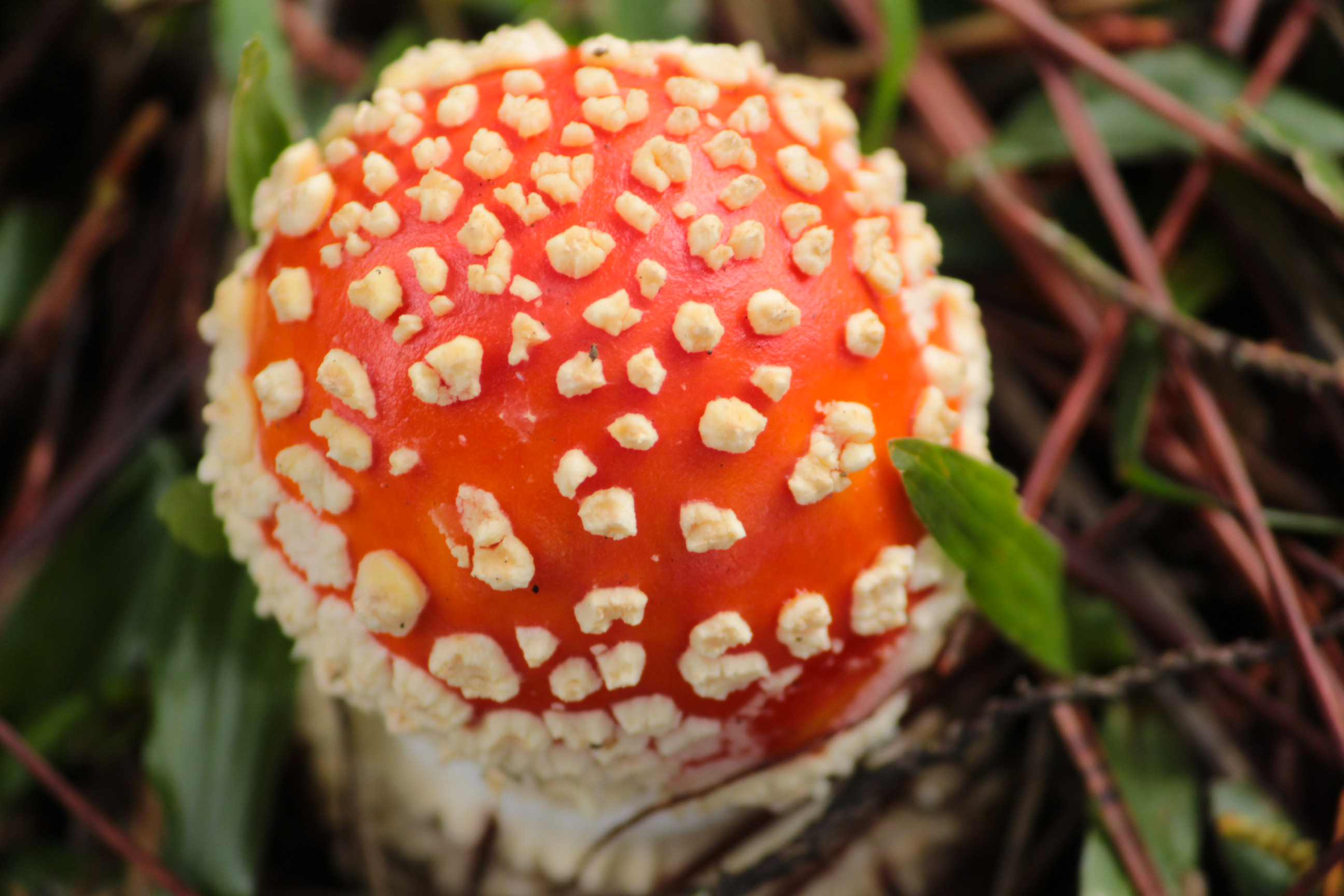
Cogumelo alucinogénio da classe Agaricomycetes

Os cogumelos alucinógenos, conhecido também como cogumelos psicadélicos (português europeu) ou cogumelos psicodélicos (português brasileiro) ou cogumelos mágicos ou ainda cogumelos sagrados são fungos com propriedades alucinógenas, utilizados por diversos povos em suas atividades culturais, bem como drogas recreativas, especialmente por jovens urbanos influenciados por diversos movimentos culturais. Eles ajudam a aliviar os sintomas em pessoas com depressão difícil de tratar.
É possível distinguir três grupos de cogumelos psicotrópicos:
- Aqueles com ação psicotônica que induzem psicoestimulação e alterações sensoriais moderadas. Incluem-se aqui sobretudo os amanitas mas também Boletus manicus ou o Boletus reayi utilizados pelos Kumas da Nova Guiné;[6]
- Aqueles com ação psicoléptica, com efeito essencialmente hipnótico, como os Lycoperdon;[7]
- Aqueles com ação psicodisléptica ou cogumelos alucinógenos contendo psilocibina ou psilocina, incluindo mais de 190 espécies nos gêneros Agrocybe, Conocybe, Copelandia,  Dictyonema, Galerina, Gerronema, Gymnopilus, Hypholoma, Inocybe, Mycena, Panaeolus, Pluteus, Psilocybe e Weraroa.[8]

Normalmente são classificados como tóxicos, por ser essa a terminologia jurídica, e enteógenos ou psicodélicos devido aos efeitos que causam.

Psilocina

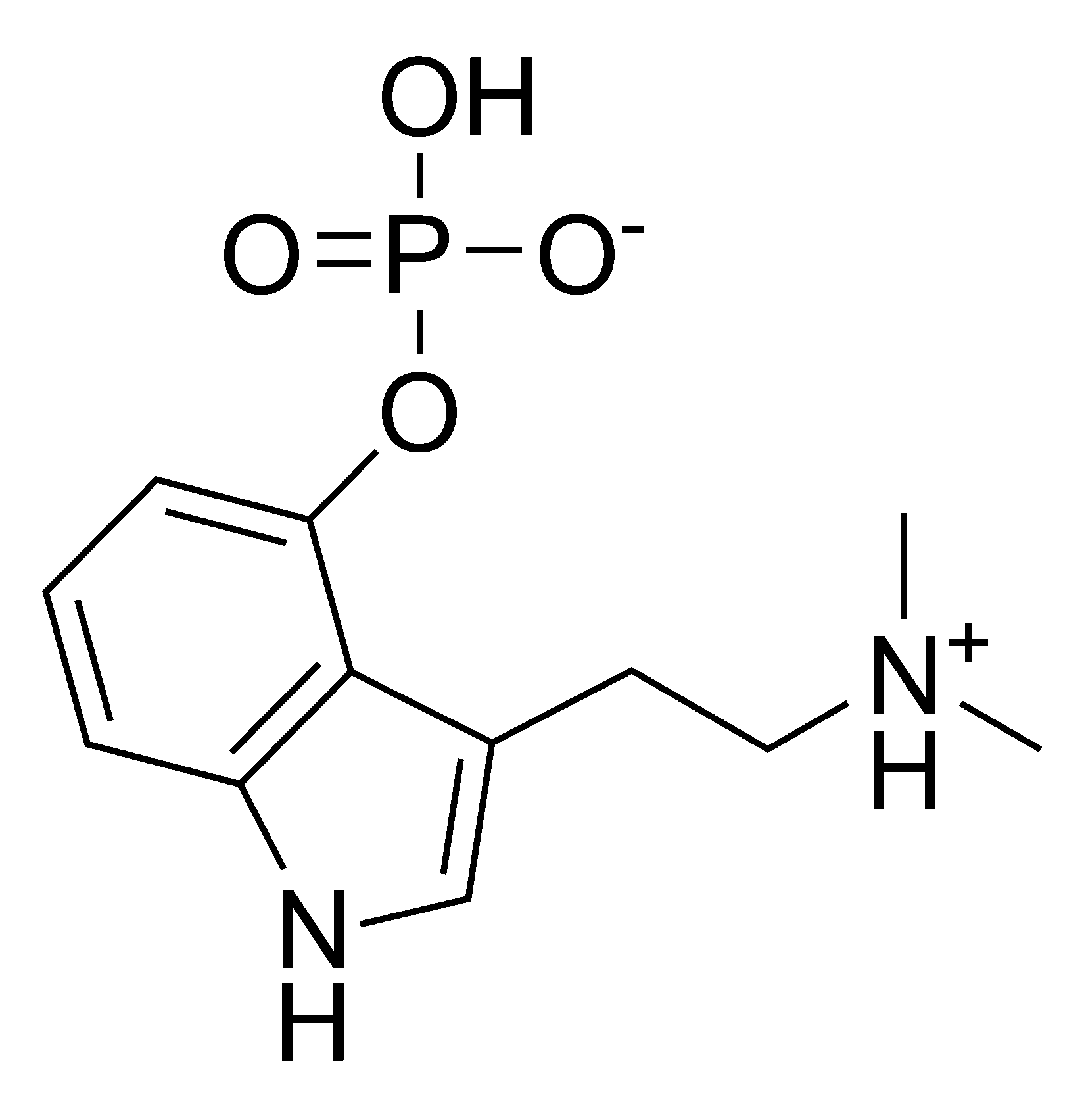
Psilocibina

No Brasil, nas décadas de 60 e 70, não era incomum ver jovens que buscavam determinada espécie destes cogumelos nos pastos dos estados do sul. Estes nasciam sobre o esterco do gado e eram colhidos para se fazer um chá: "chá de cogumelos", que devido à psilocibina e psilocina fazia com que se "abrissem" mais um pouco as portas da percepção. Porém, quando ingerido em sua forma natural, ou com algum ingrediente a fim de modificar seu gosto forte, os efeitos se mostram mais intensos, já que a alta temperatura usada no "chá" destrói parte de seu potencial, deixando as moléculas de seu elemento ativo instáveis, contudo com o risco das reações adversas dessa combinação (há referências de mistura com leite condensado por alguns experimentadores de próprio risco). Os mais antigos textos sobre o seu uso na cultura asteca, compilados pelo padre Bernardino de Sahagún, referem-se a uma mistura do cogumelo teonanacatl com mel. Além disso, quando ingerido na forma sólida, o efeito vem de forma mais vagarosa, dando tempo ao usuário para perceber melhor o que está acontecendo, dentro e fora de sua mente. Experimentos de universidades geralmente utilizam espécimes secas ou cápsulas de seu elemento ativo.

## Muscarina

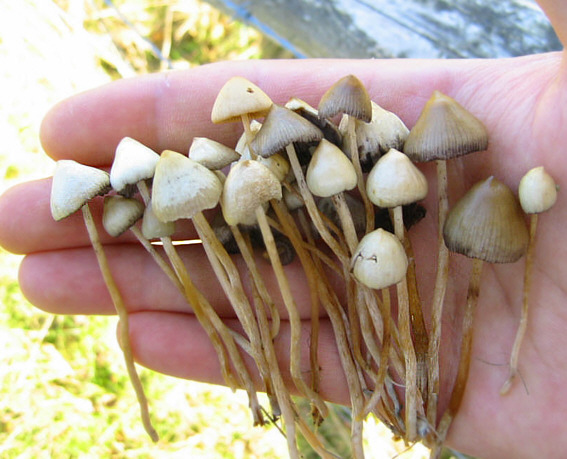
Psilocybe semilanceata

Muscarina

Cogumelos sem psilocina e/ou psilocibina, a exemplo o Amanita muscaria do qual se extrai a muscarina, também são utilizados para fins considerados "recreativos", desde sua descoberta pelos exploradores europeus das práticas xamanicas dos povos siberianos. Seu efeito porém, é distinto da psilocibina, com perda de consciência (delírio, estupor) equivalente aos efeitos da Datura stramonium e atropina ambos potentes estimuladores do sistema nervoso autônomo, atuando os compostos da A. muscaria nos receptores muscarínicos da Acetilcolina. Pesquisas da distinção do efeito autonômico dos referidos nas experiências xamânicas e de viajantes europeus apontam para presença e efeito de outras substâncias nele contidas, mais especificamente o ácido ibotênico e muscimol com propriedades psicodislépticas.

## Usos
Cogumelos que contêm psilocibina podem ser usados em sua forma integral – por exemplo, consumindo cogumelos secos ou frescos – ou podem ser transformados em extratos ou produtos alimentícios, como cogumelo comestível ou chá de cogumelos. Cogumelos contendo psilocibina e seus derivados, assim como produtos que contêm compostos relacionados (por exemplo, 4-AcO-DMT), podem ser adquiridos em loja especializadas, como loja de cogumelos psicodélicos, em algumas jurisdições. Outro fungo relacionado que contém psilocibina é a trufa mágica, que tecnicamente não é um cogumelo, mas sim o escleródio ou o micélio dos cogumelos que contêm psilocibina.

### Uso étnico
Os cogumelos mágicos, presentes desde as primeiras civilizações há 12.000 anos, têm raízes históricas notáveis. A evidência mais antiga de seu uso remonta a um mural no norte da Austrália datado de 10.000 a.C., representando cogumelos e ilustrações psicodélicas. Há muitas outras descobertas arqueológicas que apontam registros de cogumelos mágicos: figuras com mãos de cogumelo no norte da África, datadas de cerca de 7.000 anos; hieróglifos no Egito datados de cerca de 4500 anos; pinturas rupestres na Espanha, datadas de 4000 a.C. também indicam que os cogumelos mágicos eram conhecidos pelos povos pré-históricos europeus.
Os astecas o chamavam genericamente de teonanacatyl ou carne dos deuses, os mazatecas o denominam ntsi-si-tho (ndi xi tjo) onde ntsi é um diminutivo carinhoso e o restante da palavra poderia ser traduzido como "aquele que brota". O Psilocybe zapotecorum, cresce nos charcos e lugares alagados por isso são chamados de apipiltzin (filhos das águas) por sua relação com o Deus das Chuvas (Tlaloc). Há registros manuscritos de cerimônias de cogumelos mágicos nas quais os astecas combinavam cogumelos mágicos Psilocybe cubensis com cacau para ser servido como uma bebida mista de psilocibina e cacau. Em outros casos, os cogumelos eram ingeridos sozinhos e seguidos de cacau possivelmente para amplificar os efeitos psicoativos, pois o cacau contém inibidores da MAO que previnem a rápida degradação da psilocibina e modulam neurotransmissores como a serotonina.
Segundo Escobar Di-shi-tjo-le-rra-ja é o nome Mazateca dado ao cogumelo ‘mágico’ da espécie Psilocybe cubensis, que significa o cogumelo divino do estrume, provavelmente o mais cosmopolita dos fungos neurotrópicos, isto é, com efeitos psicodélicos. Gordon Wasson apud McKenna interpretando as referências ao Soma dos antigos textos védicos atribuía ao A. muscaria as propriedades dessa mágica substância descrita, contudo cogitava a possibilidade de ser o P. cubensis por haver proibições específicas ao esterco de gado. Ainda segundo Escobar (oc.)  O México é o país que apresenta a maior diversidade de usos rituais envolvendo diversas espécies, sendo a principal espécie utilizada o Teonanácatl ou ‘carne de Deus’ (Psilocybe mexicana) e não existe qualquer evidência do emprego cerimonial dos cogumelos ‘mágicos’ por culturas tradicionais na América do Sul, exceto achados arqueológicos no norte da Colômbia datando de 300-100 anos a.C..

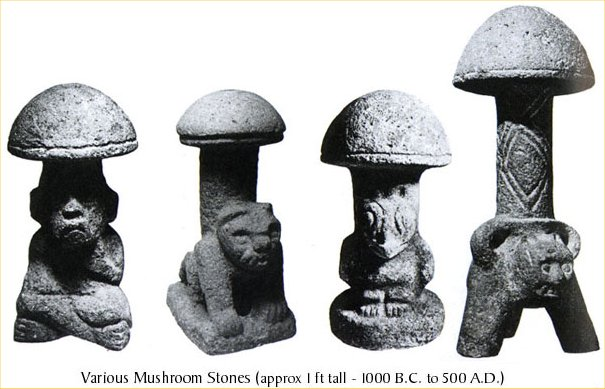
Estátuas de cogumelos da Mesoamérica

Estatuetas de cogumelos são também encontradas além do México na Guatemala evidenciam seu uso pela civilização maia. O aprendizado moderno sobre tais cogumelos originou-se no interesse da contracultura nas medicinas tradicionais, nesse caso o sistema etno-médico asteca da Mesoamérica motivados sobretudo pela leitura do trabalho de ficção com base etnográfica de Carlos Castañeda. Ainda hoje, em muitos lugares da América Central, este tipo de cogumelos psicodélicos também são utilizado em rituais religiosos e de curandeirismo. A curandeira Maria Sabina, do México, ficou conhecida em diversos países por seus rituais que faziam uso dos cogumelos mágicos.

## Dosagem

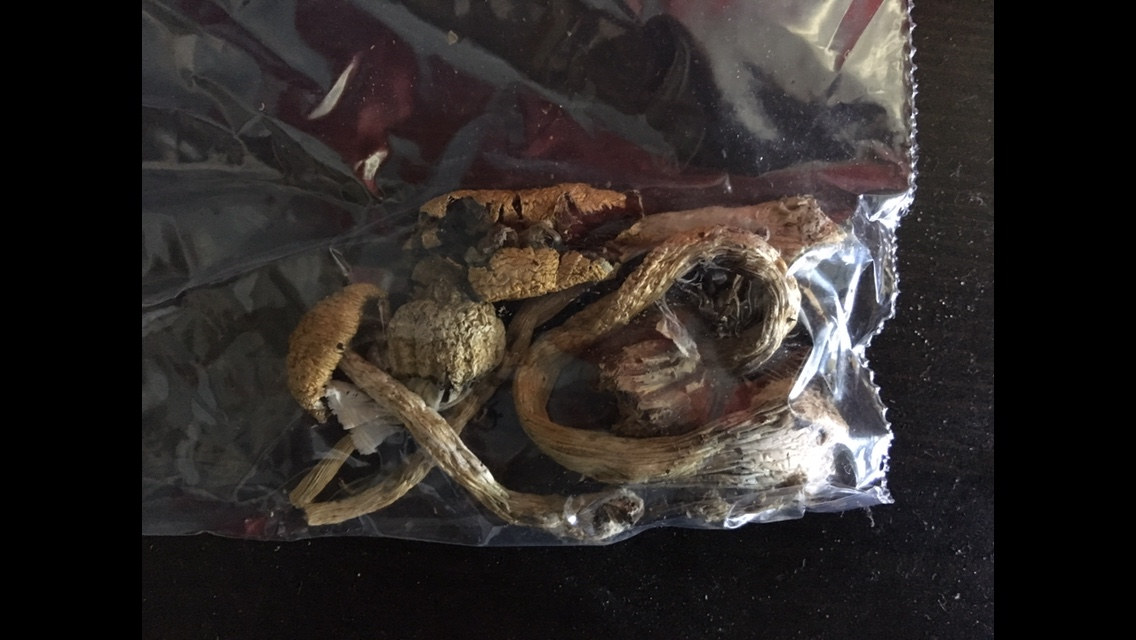
Uma embalagem com 1,5 gramas de cogumelos Psilocybe cubensis secos.

A dosagem de cogumelos que contêm psilocibina depende do teor de psilocibina e psilocina, que pode variar significativamente entre e dentro da mesma espécie. O teor de psilocibina é tipicamente de cerca de 0,5% a 1% do peso seco do cogumelo, com uma variação de 0,03% a 1,78%. A psilocina também costuma estar presente nos cogumelos, com uma variação de 0% a 0,59%, podendo ser equivalente ou até uma ordem de magnitude menor do que os níveis de psilocibina. Psilocybe cubensis, a espécie mais popular, foi relatada contendo 0,63% de psilocibina e 0,6% de psilocina, ou cerca de 1,2% de psilocibina e psilocina combinadas. Entretanto, há variação significativa entre diferentes cepas de P. cubensis. A cepa Penis Envy de P. cubensis é considerada mais potente que as demais. Os níveis de psilocibina parecem ser mais altos em P. cyanescens e/ou P. azurescens.
As doses recreativas de cogumelos psilocibinos costumam variar entre 1,0 a 3,5–5,0 g de cogumelos secos e 10 a 50 g de cogumelos frescos. Isso corresponde a uma dosagem de psilocibina de cerca de 10 a 50 mg. As doses usuais da espécie comum P. cubensis variam em torno de 1,0 a 2,5 g, enquanto cerca de 2,5 a 5,0 g de material seco é considerada uma dose forte e acima de 5,0 g é considerada uma dose pesada. Uma dose de 5,0 g de cogumelos secos é frequentemente denominada "dose heróica". Em termos de dosagem de psilocibina, subdoses (microdoses) são <2,5 mg, doses baixas são de 5 a 10 mg, a dose intermediária ou de "bom efeito" é de 20 mg, e doses elevadas ou de ego‑dissolução são de 30 a 40 mg. Uma dose de 20 mg de psilocibina equivale a cerca de 100 μg de LSD ou cerca de 500 mg de Mescalina. Quanto à equivalência entre psilocibina e psilocina, esta última é cerca de 1,4 vezes mais potente que a psilocibina (ou seja, 1,4 mg de psilocibina equivale a cerca de 1,0 mg de psilocina).

### Quantidade da microdose

#### Quantidade da microdose de cogumelos
A quantidade da microdose de um psicodélico é relativa à sua dose limiar. A dose limiar é a dose mínima de uma substância que produzirá um grau notável de qualquer efeito dado.
Uma vez que a microdosagem de cogumelos mágicos é o uso de doses sub-perceptivas, a dosagem da microdose está abaixo da dose limiar. Idealmente, uma microdosagem de cogumelos mágicos não vai causar efeito substancial sobre o humor, a disposição ou a mentalidade. Em vez disso, seu impacto será sutil, mas presente.

## Legalidade

### Brasil
No Brasil, a Psilocibina e a Psilocina são substâncias controladas, de acordo com a portaria Portaria n.º 344, de 12 de maio de 1998. No entanto, o Cogumelos Psilocybe cubensis não estão listados explicitamente e existem algumas lojas com cogumelos alucinógenos desidratados in natura. Há um vácuo legal em relação aos fungos que contém Psilocibina: não existem leis que autorizem ou desautorizem o cultivo, porte, consumo ou distribuição de cogumelos alucinógenos para fins etnobotânicos e religiosos. Isso pode deixar em aberto que o cultivo ou o porte de cogumelos alucinógenos contendo Psilocibina ou Psilocina poderia não ser considerado uma atividade não-ilegal. Contudo, por ser um texto muito aberto, afirmar com clareza que portar espécimes alucinógenos não constitui crime é algo que necessita de uma análise legal mais aprofundada.
Atualmente, há processo correndo pela lei de antitóxicos, no qual foi determinado que a presença de psilocina é suficiente para enquadrar o psilocybe cubensis como substância proscrita, posição confirmada pela ANVISA, Ministério público e até então (13/04) pelo juiz responsável em 1ª instância, sendo uma posição do próprio judiciário do Brasil, mas que ainda demanda julgamento para uma análise mais conclusiva.
Conforme aumenta a popularidade dos cogumelos alucinógenos, temos confirmação da ilegalidade no brasil, pois na data de 8 de fevereiro de 2023 Traficantes foram presos em flagrante por produzir e traficar cogumelos alucinógenos em Campo Grande.

### Portugal
Portugal descriminalizou a posse de qualquer droga recreativa[carece de fontes?] (isso inclui os cogumelos alucinógenos) desde que possua quantidades diárias até 10 g. Porém a distribuição e cultivo são considerado crimes.

### Holanda
As trufas psicodélicas são legais na Holanda e são vendidas como "Trufas Mágicas".

### Bahamas
Os Cogumelos Mágicos são totalmente legais nas Bahamas, no entanto, a psilocibina e a psilocina são substâncias controladas pela Convenção das Nações Unidas sobre Drogas Narcóticas.

### Jamaica
Cogumelos com psilocibina nunca foram ilegais e são vendidos abertamente.

### Nepal
Cogumelos mágicos são substâncias não controladas no país da montanha Everest

## Galeria de fotos

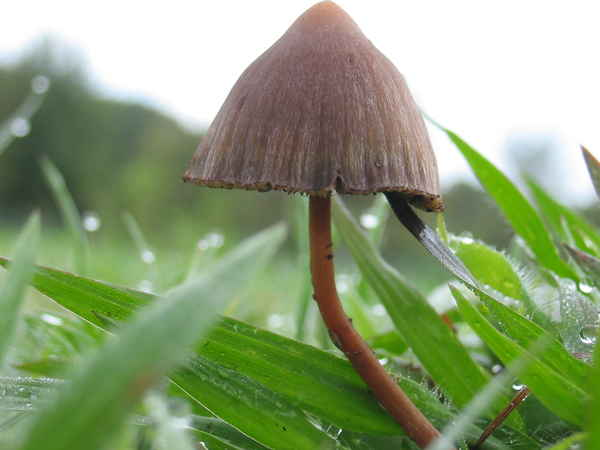
Psilocybe mexicana
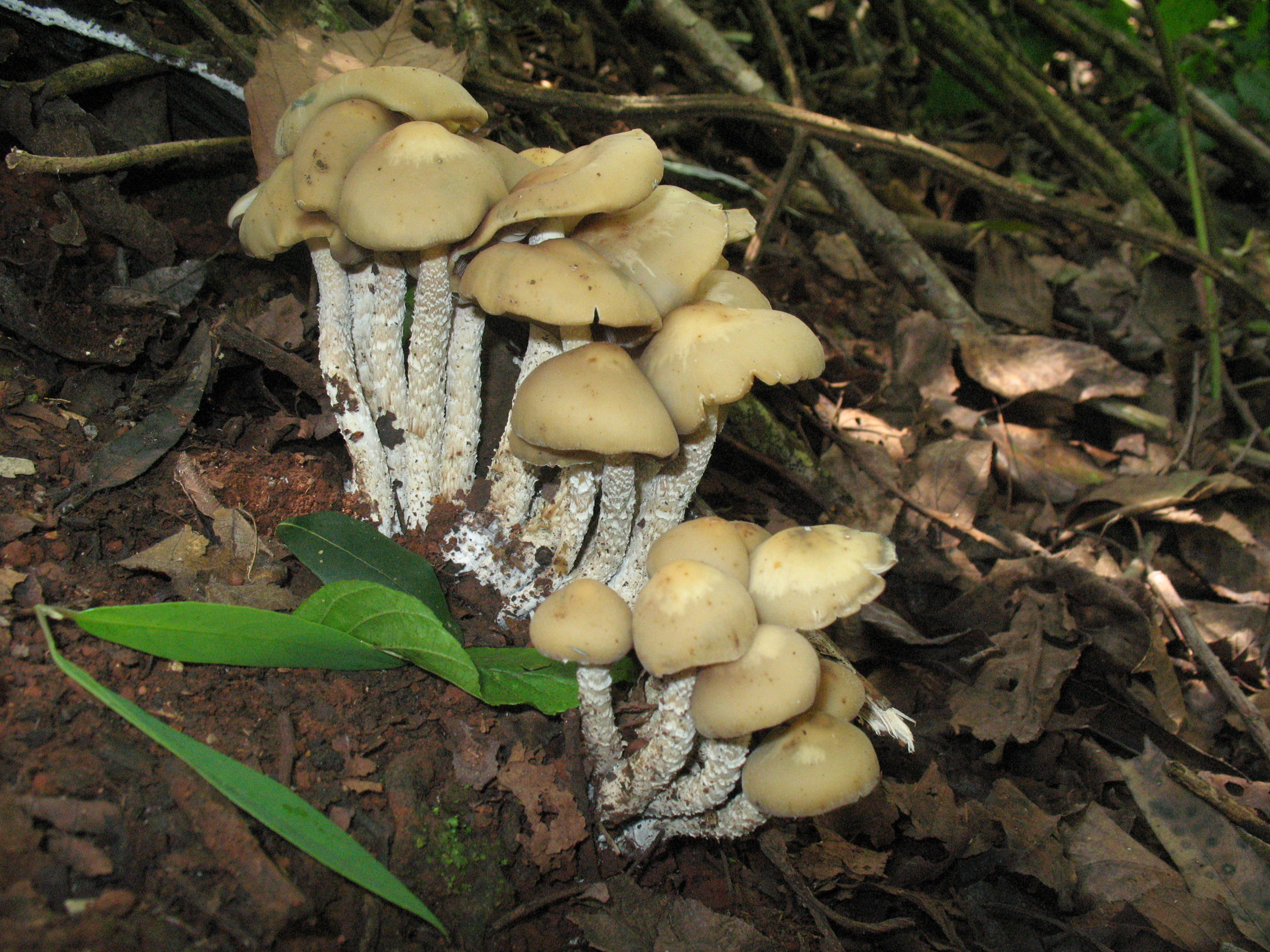
Psilocybe zapotecorum
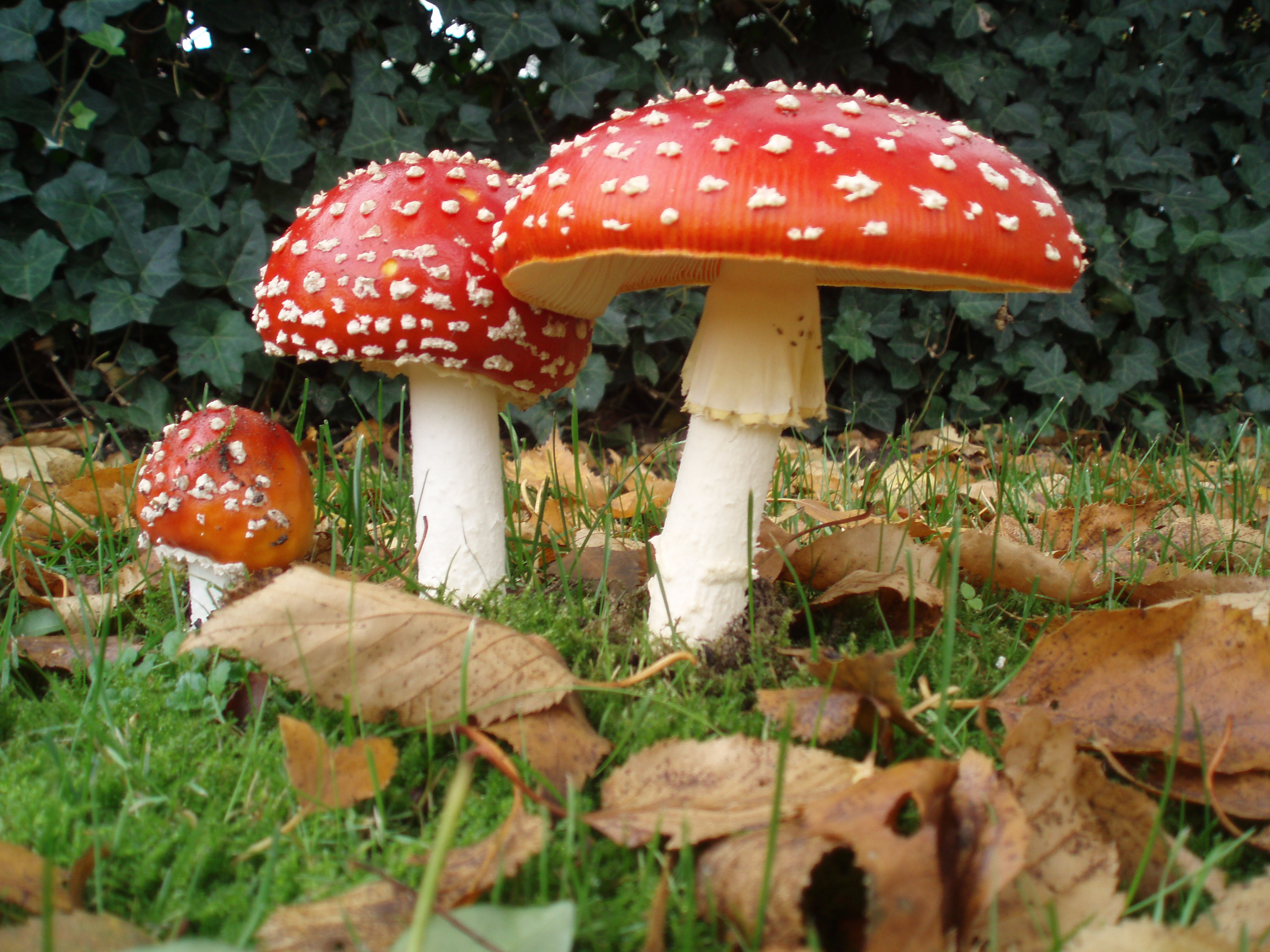
Amanita muscaria
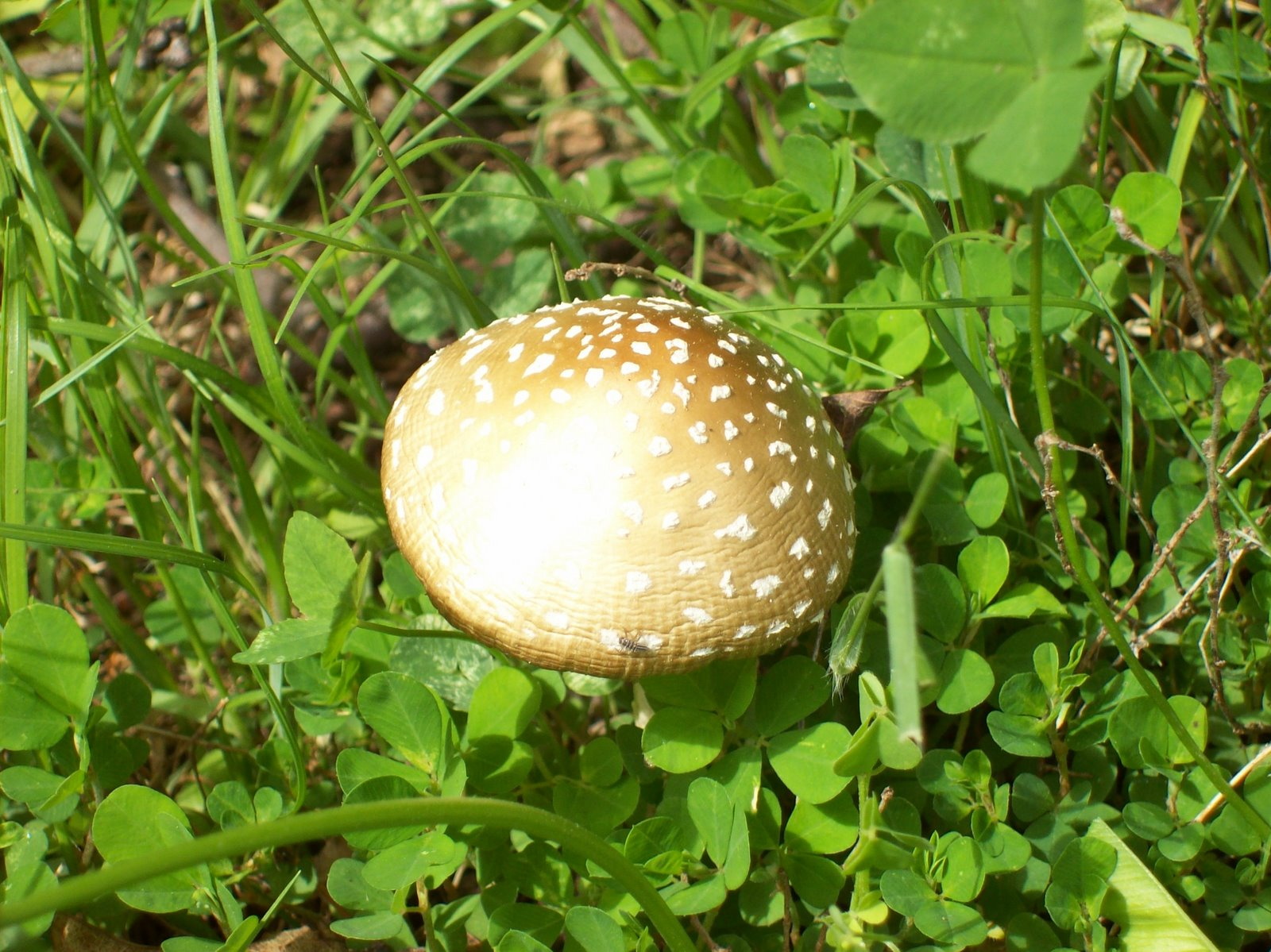
A. muscaria var. formosa
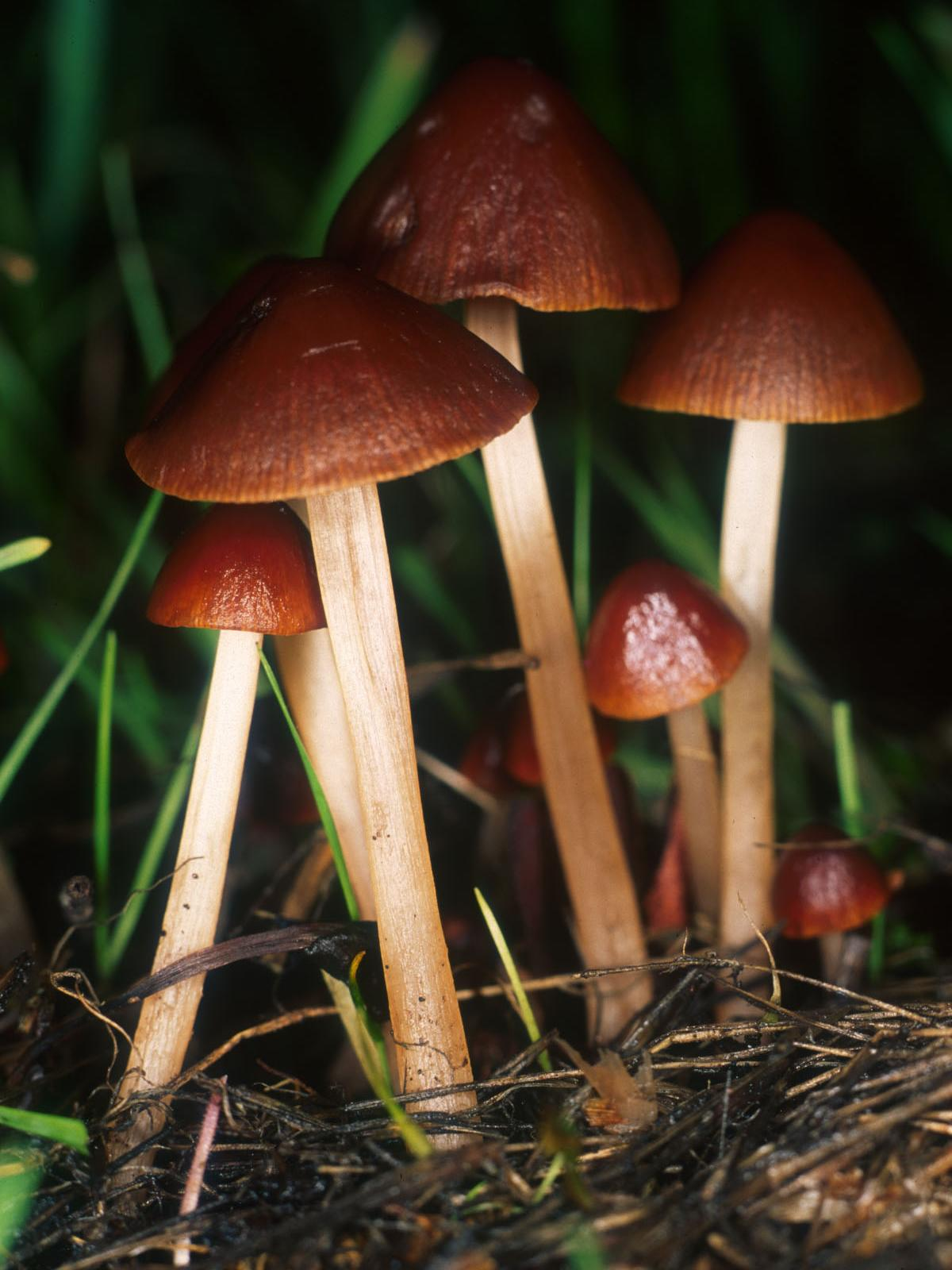
Conocybe tenera
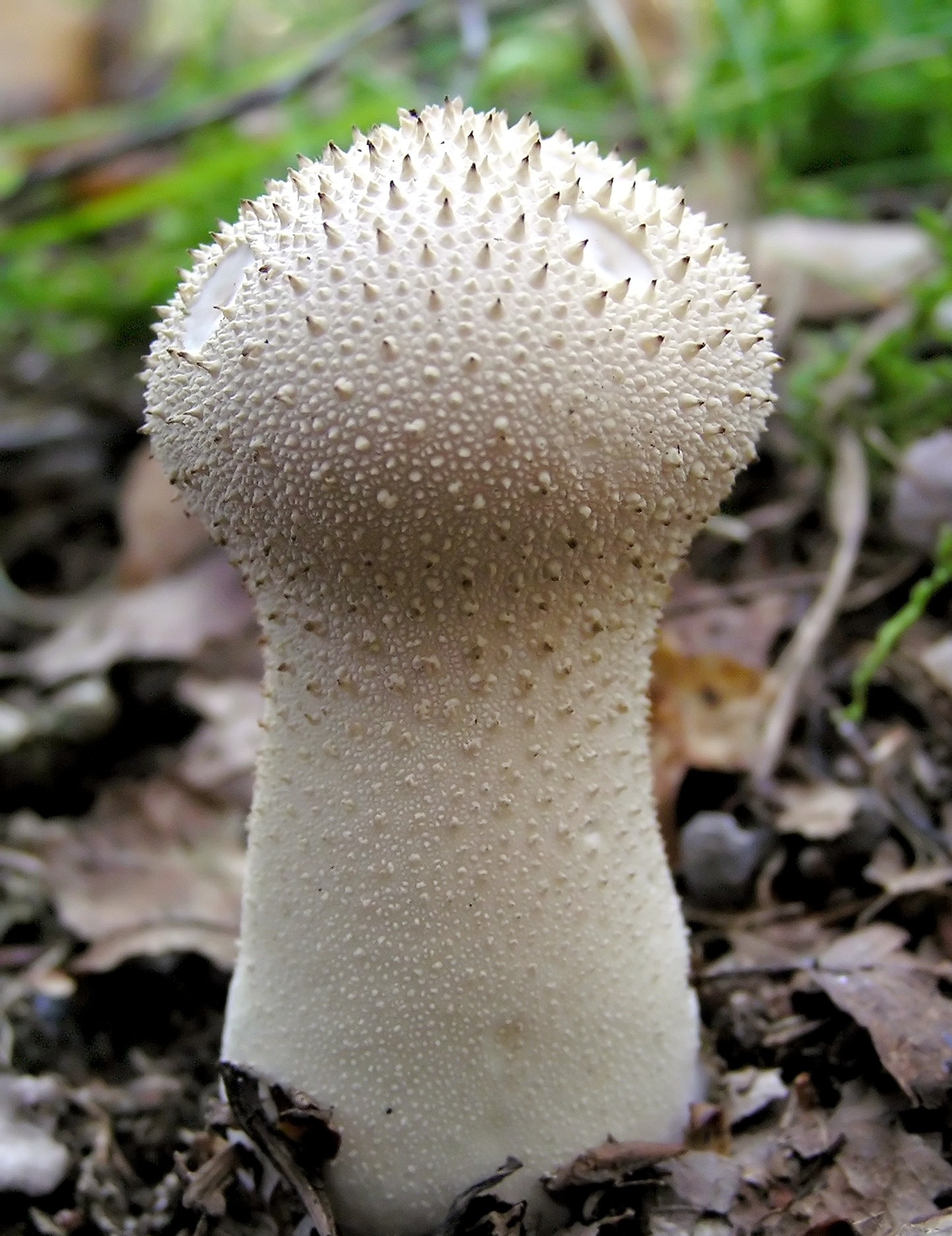
Lycoperdon perlatum
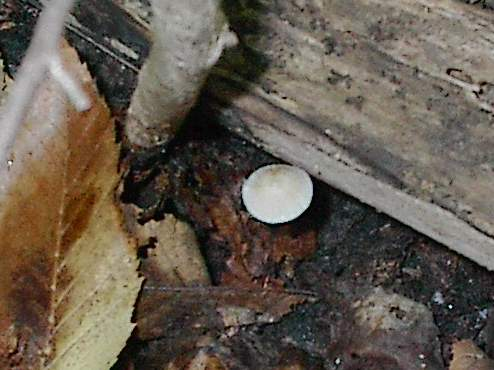
Mycena cyanorrhiza
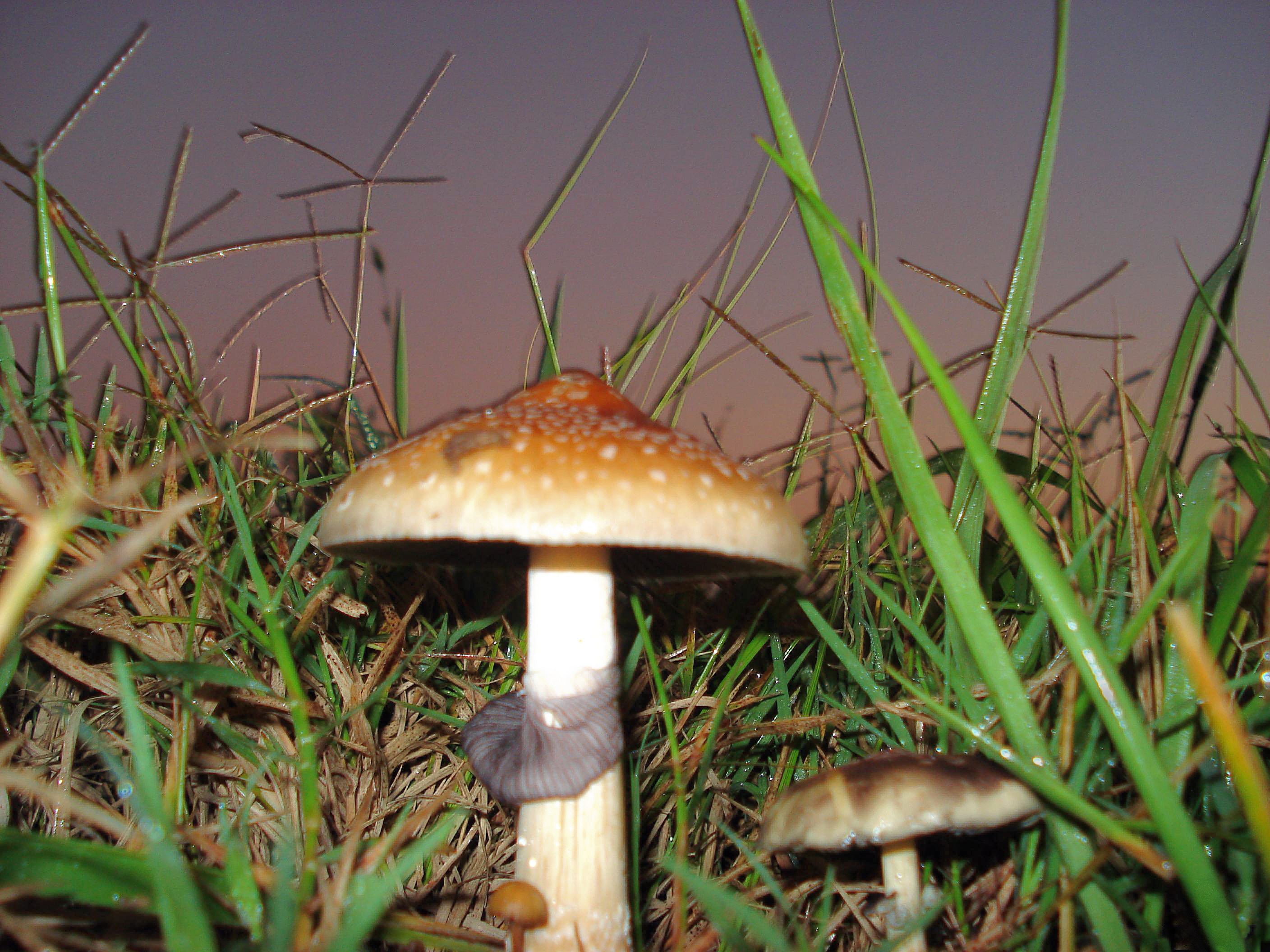
Psilocybe cubensis